# Hin und zurück
Hin und zurück (alemany), literalment en català «anada i tornada», op.45a, és una òpera d'un acte composta per Paul Hindemith sobre un llibret de Marcellus Schiffer. Es va estrenar el 15 de juliol de 1927 al Theater de Baden-Baden.